# Orphnus tristis
Orphnus tristis är en skalbaggsart som beskrevs av Maurice Pic 1928. Orphnus tristis ingår i släktet Orphnus och familjen Orphnidae. Inga underarter finns listade i Catalogue of Life.